# KBS 장기 고수전
KBS 장기 고수전(-高手戰)은 1992년부터 1993년까지 공영방송국인 KBS에서 방영되었던 장기 기전 및 방송 프로그램이다. TV 속기 대회였으며, KBS 2TV에서 토요일에 매주 1회씩 1년간 펼쳐진 대회였다. 1회가 끝난 후, 2회에서는 대회 본선 진행 도중 KBS 사장이 홍두표 사장으로 교체됨으로 인해 4강까지만 방영되고 폐지되었다.

## 역대 우승자
| 횟수 | 년도   | 우승   | 준우승 |
| ---- | ------ | ------ | ------ |
| 1회  | 1992년 | 이일훈 | 신대순 |
| 2회  | 1993년 | 남상은 | 송종일 |